# El Arenosillo
El Arenosillo (El Centro de Experimentación de El Arenosillo, CEDEA)är ett rymdcenter i Spanien.   Det ligger i provinsen Provincia de Huelva och regionen Andalusien, i den sydvästra delen av landet, 500 km sydväst om huvudstaden Madrid. El Arenosillo Launchpad ligger 46 meter över havet.
Terrängen runt El Arenosillo är platt. Havet är nära El Arenosillo åt sydväst. Runt El Arenosillo är det glesbefolkat, med 20 invånare per kvadratkilometer. Närmaste större samhälle är Mazagón, 3,5 km nordväst om El Arenosillo. Omgivningarna runt El Arenosillo är i huvudsak ett öppet busklandskap.